# Aeroportul Pembroke
Aeroportul Pembroke (IATA: YTA, ICAO: CYTA) este un aeroport din Pembroke⁠(d), Renfrew County⁠(d), Ontario, Canada. Aeroportul a fost tranzitat în 2016 de 0 pasageri.
Situat la o altitudine de 162 m, aeroportul dispune de o singură pistă.